# Московский автомобилестроительный колледж
Московский автомобилестроительный колледж произошел от Краснопресненского рабочего университета им. Ф. Э. Дзержинского.

## История
Остро нуждаясь в квалифицированных специалистах среднего звена, страна в 1928 г. создаёт вечерние рабочие университеты. Впоследствии, через два года , они были реорганизованы в индустриально-технические вечерние техникумы. Так Краснопресненский рабочий университет стал вечерним техникумом.
В целях улучшения взаимосвязи средних индустриально-технических учебных заведений с производством, ряд техникумов был передан в ведение заводов. 18 сентября 1931 года вечерний техникум имени Ф. Э. Дзержинского был закреплён за Первым Государственным подшипниковым заводом. За время существования техникум подготовил большое количество специалистов. Однако, арендуемое им помещение не отвечало современным требованиям. Поэтому, начиная с 1979 года, сотрудники и студенты техникума периодически принимали участие в строительстве нового здания. В августе 1990 года оно завершилось.
Приказом Министра автомобильного и сельскохозяйственного машиностроения СССР от 29 августа 1990 года на базе вечернего автомеханического и машиностроительного техникумов был образован Московский автомобилестроительный политехникум. В 1992 году он был реорганизован в Московский автомобилестроительный колледж. Располагая высококвалифицированными педагогическими кадрами, колледж в настоящее время осуществляет подготовку специалистов среднего звена по 7 специальностям.